# Улица Пронкси
Улица Про́нкси (эст. Pronksi tänav, с эст. — Бронзовая улица) — улица в Таллине, столице Эстонии.

## География
Пролегает в районе Кесклинн. Проходит через микрорайоны Рауа, Компасси и Торупилли. Начинается от Нарвского шоссе, пересекается с улицами Рауа, Гонсиори, Э. Вийральта и Ю. Кундера и заканчивается на перекрёстке Тартуского шоссе, бульвара Рявала и улицы Лийвалайа.
Протяжённость — 527 метров.

## История
Своё название улица получила 12 декабря 1934 года. В годы немецкой оккупации называлась нем. Broncestraße.

## Общественный транспорт
По улице предполагается запуск городской автобусной линии № 35.

## Застройка
Застройка улицы относится ко второй половине 20-го столетия. Рядом с улицей расположены здание пожарной части со сторожевой башней (улица Рауа 2, памятник культуры), Полицейский сад, 15-этажное офисно-жилое здание «Novira Plaza» (Тартуское шоссе 25, построено в 2016 году).

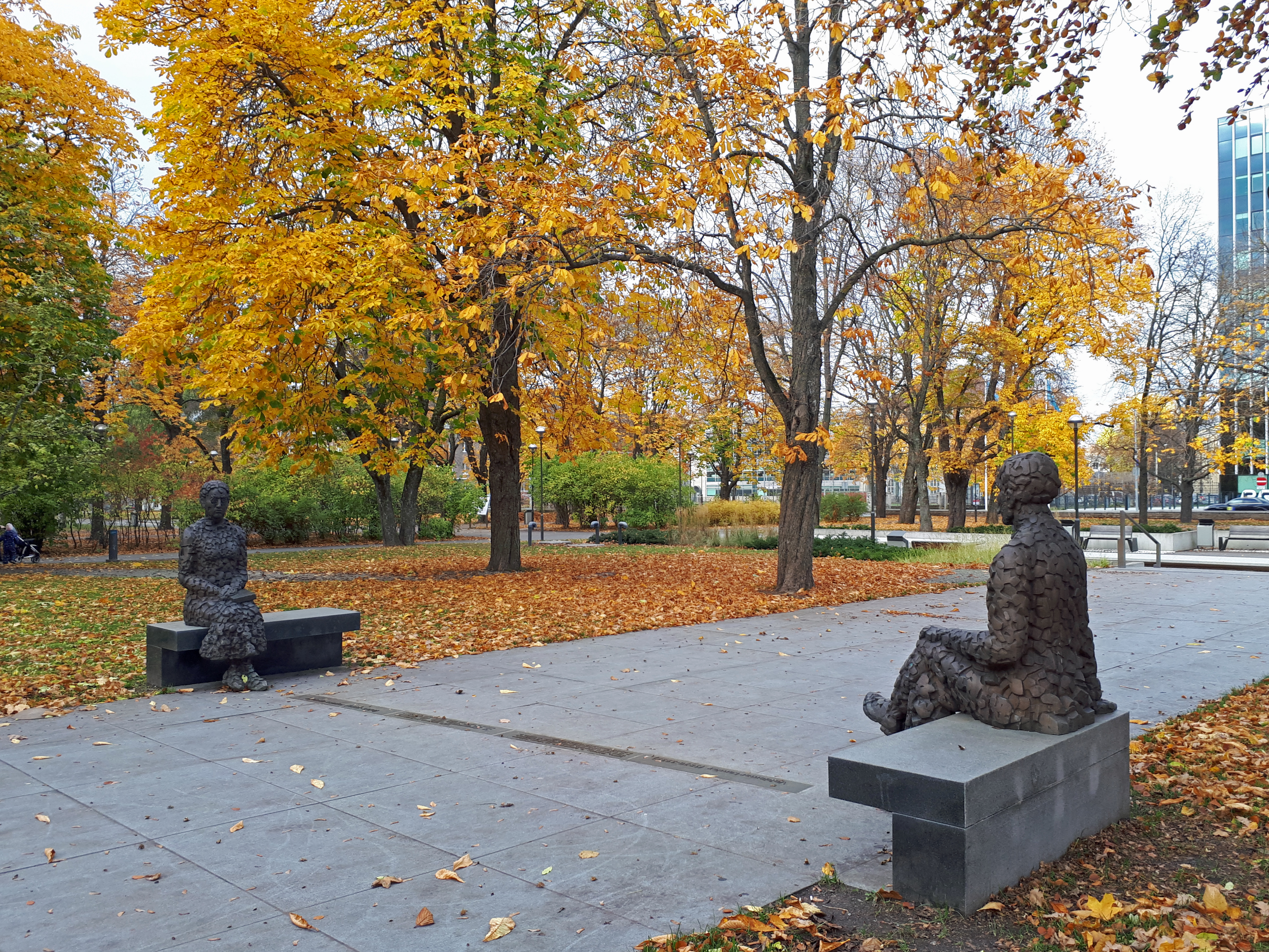
Полицейский сад осенью

- Pronksi tn 4 — пятиэтажный каменный жилой дом, построен в 1959 году;
- Pronksi tn 5 — семиэтажный каменный жилой дом, построен в 1938 году;
- Pronksi tn 6 — семиэтажное жилое здание с коммерческими площадями на первом этаже, построено в 1987 году;
- Pronksi tn 7 — восьмиэтажный жилой дом, построен в 1983 году;
- Pronksi tn 9 — многоквартирный дом, построенный по проекту архитектора Рейна Луупа в 1985 году для сотрудников завода «Двигатель». Примечательный образец постмодернистского подхода к устоявшейся застройке центра города. Расположен на углу улиц Пронкси и Рауа и основан на принципе периметральной застройки, что на углу улицы подчёркивается цилиндрическим объёмом. Фасаду здания придают экспрессивность и механический ритм выступающие эркеры и балконы с массивными ограждениями, покрытые тёмной терракотовой штукатуркой. Согласно типу классического жилого дома центра города, на первом этаже здания расположены коммерческие помещения с представительным и широким входом с угла улицы. Это первый многоквартирный дом в Таллине, в котором применены двухэтажные планировки квартир[7];
- Pronksi tn 10 —  шестиэтажный жилой дом, построен в 1994 году;
- Pronksi tn 11 — шестиэтажный жилой дом, построен в 1972 году;
- Pronksi tn 12 — административное здание, в котором в советское время располагался Комитет КП Эстонии Морского района. Архитектор Малле Кусма, строительство завершено в 1976 году;
- Pronksi tn 19/ Tartu mnt 29/31 — шестиэтажное офисное здание, построенное в 1998 году. В настоящее время на этом участке недвижимости планируется новое строительство. Предварительный проект нового восьмиэтажного здания с башней получил крайне негативные отклики общественности[8].

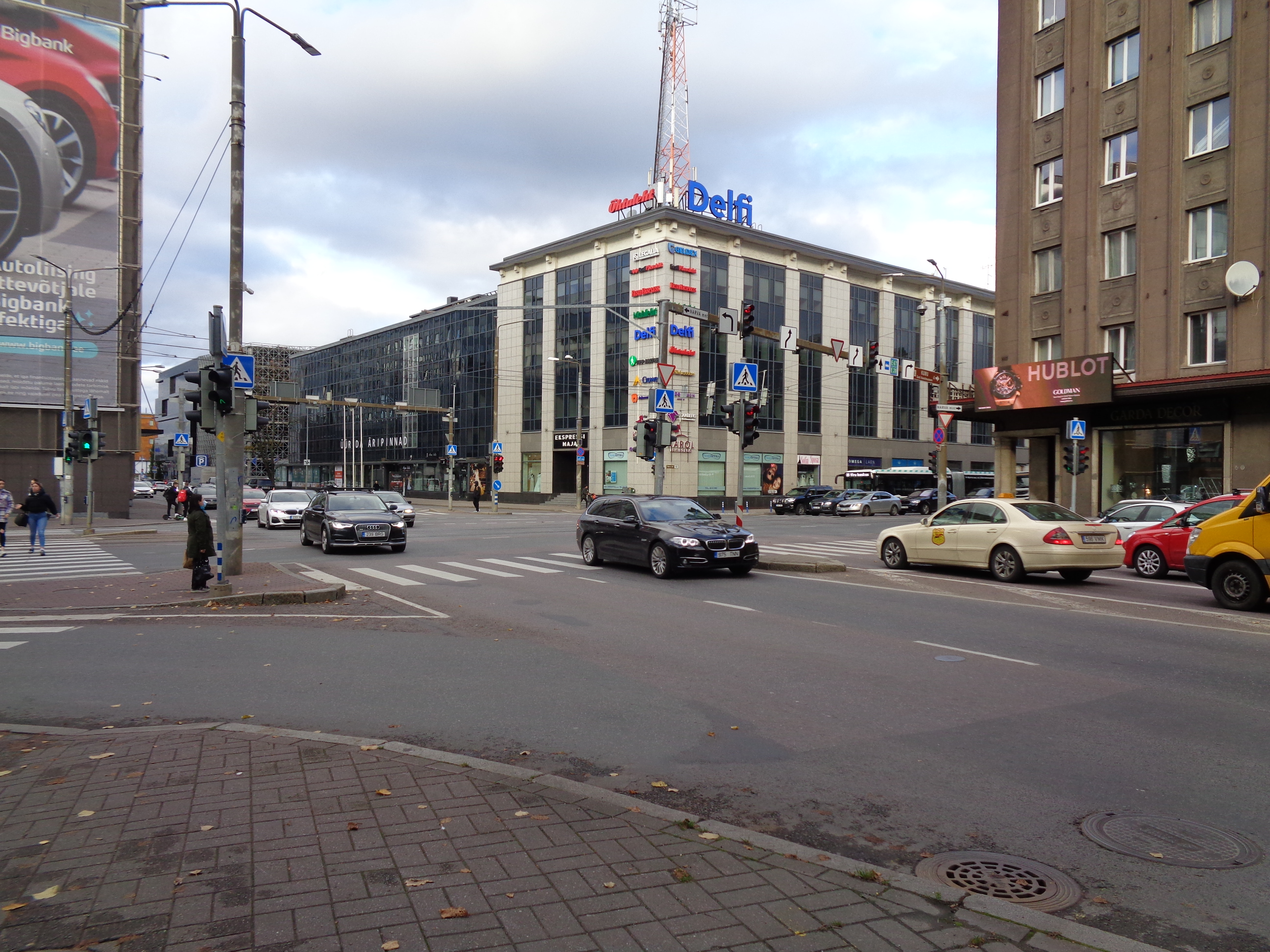
Перекрёсток улицы Пронкси и Нарвского шоссе
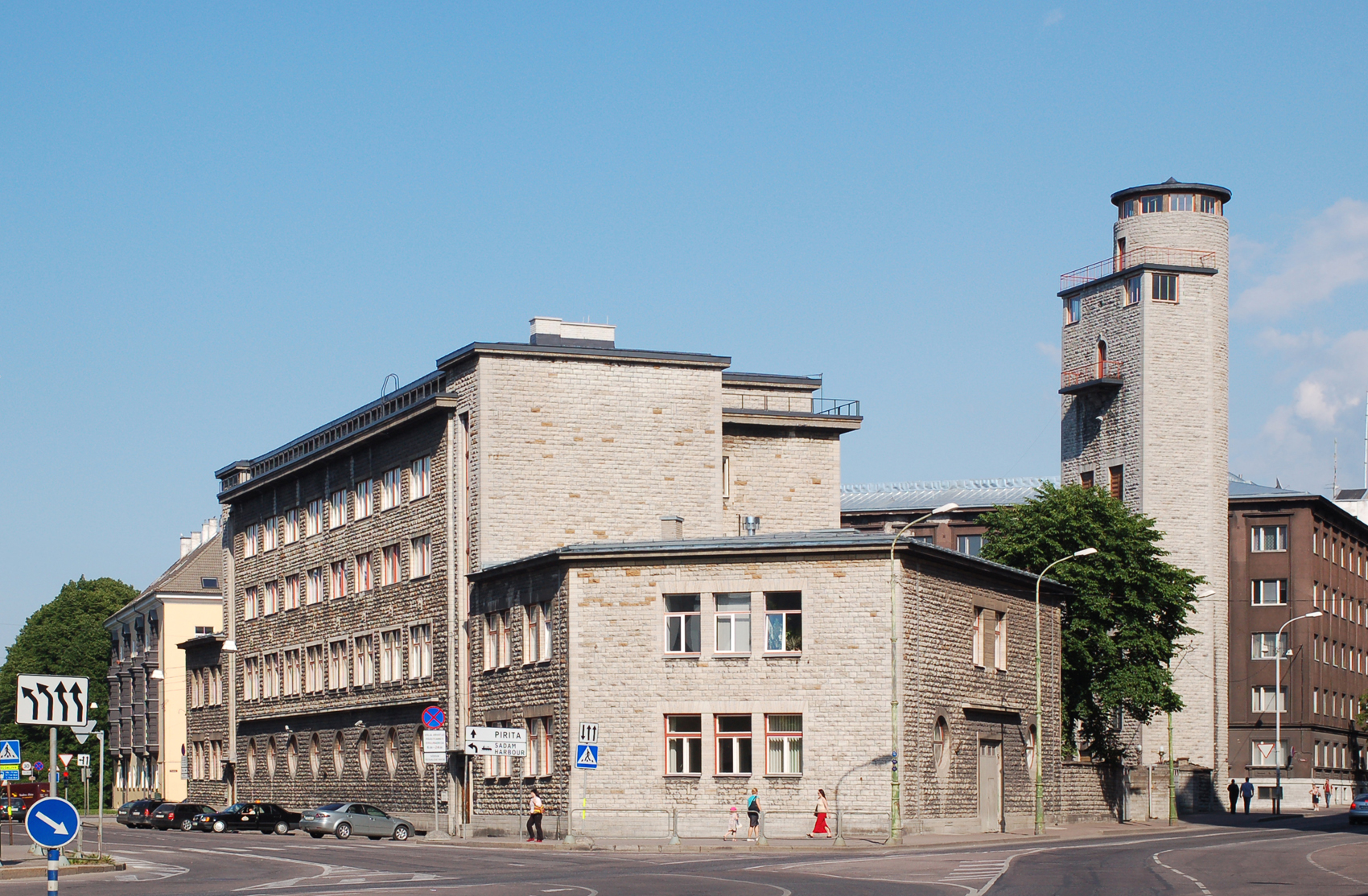
Здание пожарной части, вид с перекрёстка улиц Пронкси и Гонсиори
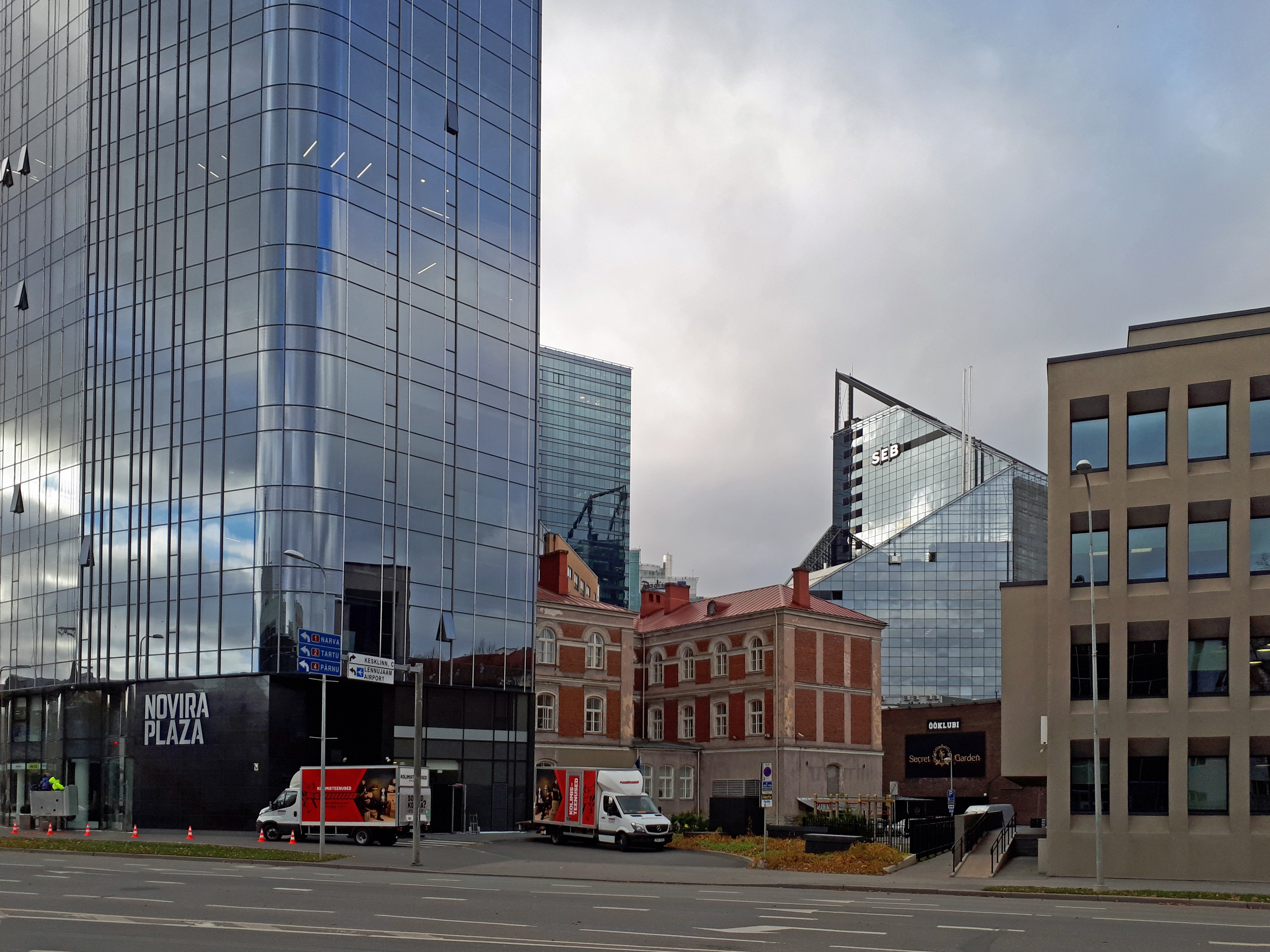
Конечный отрезок улицы Пронкси
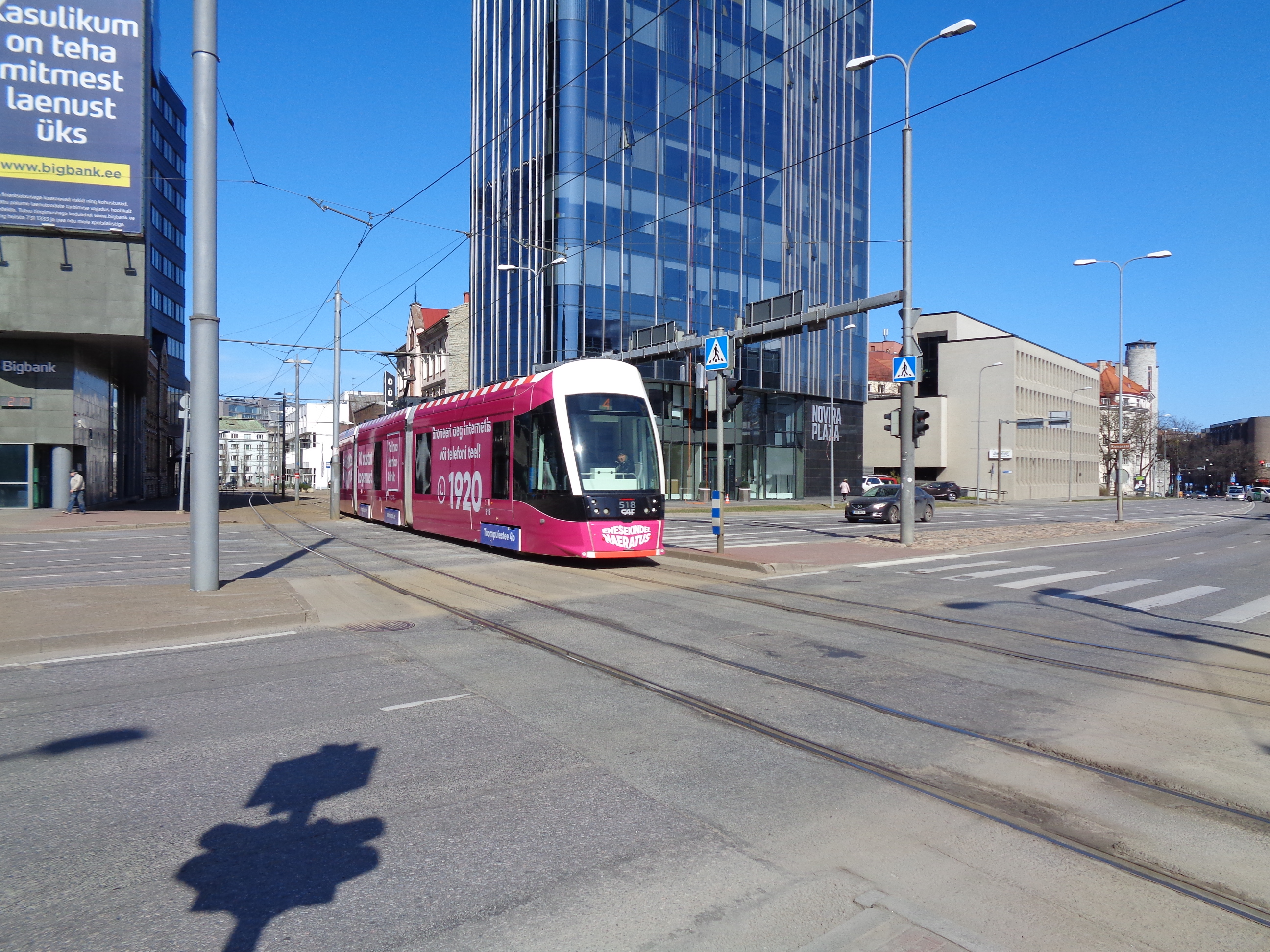
Перекрёсток улицы Пронкси и Тартуского шоссе